# Kritische Abmessung
Unter kritische Abmessung (englisch critical dimension, CD), seltener kritische Dimension oder kritisches Maß, versteht man in der Halbleiter- und Mikrosystemtechnik eine oder mehrere vom Schaltkreisdesigner oder Prozessingenieur definierte Größen in einer Teststruktur, deren Größe systematisch Aussagen über die Qualität der Fertigung eines Prozessschrittes zulässt, beispielsweise eine Linienbreite oder der Durchmesser von Kontaktlöchern. Die Kontrolle des CD-Wertes ist neben der Kontrolle des Overlay-Versatzes eine der wichtigsten Teilschritte in der Herstellung von mikroelektronischen Produkten.

## Messung
Die Messung des CD-Werts kann in Abhängigkeit von der Strukturgröße und vom Aufwand, den man bei der Messung betreiben möchte, durch unterschiedliche Messverfahren erfolgen. In der Anfangsphase der Mikroelektronik, als die typischen Strukturgrößen noch im Mikrometerbereich und darüber lagen, wurde die CD mittels optischer Mikroskope ermittelt. Mit der stetigen Verkleinerung der Strukturen war dies aufgrund der Beugungseffekte nicht mehr möglich und es wurden andere Techniken eingesetzt.
Heute erfolgt die CD-Messung in der Regel über Rasterelektronenmikroskopie mit niedrigen Beschleunigungsspannungen (UB,max. ≈ 1,5 keV) und automatischer Bildauswertung. Dabei wird die komplexe Gestalt einer Struktur zunächst in Form eines vereinfachten Modells, beispielsweise eines Trapezförmigen Querschnitts, beschrieben. Anschließend wird das aus der Rasterelektronenmikroskopaufnahme gewonnenen Intensitätsprofil der Sekundärelektronen die Lage der Oberkante (top cd), des Bodens (bottom cd) oder eines anderen markanten Punkts einer Grabenstruktur zugeordnet und der CD-Wert an diesen Stellen bestimmt. Diese Modellierung bzw. die Wahl des Auswertungsalgorithmus stellt auch eine der größten Fehlerquellen für die Bestimmung des CD-Werts dar, so dass die verwendeten Verfahren zum einen mit anderen Messtechniken verifiziert und zum anderen bei der Produktionskontrolle nur mit Vorsicht geändert werden sollten.
Weitere Verfahren sind die Scatterometrie, auch optische CD-Messung genannt, oder Rasterkraftmikroskope mit speziell geformten Spitzen.
Die Scatterometrie ist eine relativ neue Form der CD-Messung, bei der die Spektren von an einer periodischen Graben- bzw. Linienstruktur reflektiertem Licht ausgewertet wird. Anschließend wird diese Reflexion mit bekannten/berechneten Spektren eines Strukturmodells verglichen und so die Strukturparameter, z. B. der CD-Wert an der Grabenöffnung, bestimmt. Die Scatterometrie bietet den Vorteil einer schnellen Messung, die anders als beispielsweise die Rasterelektronenmikroskopie, den Fotolack oder Schichten aus empfindlichen Low-k-Dielektrika nicht belastet bzw. beschädigt. Zudem bietet sie die Möglichkeit weitere Strukturparameter, wie Schichtdicken oder Flankenwinkeln, zu bestimmen. Praktisch werden diese Möglichkeiten jedoch durch die Komplexität des Strukturmodells und dem damit verbundenen exponentiell steigende Aufwand der Ausgleichsrechnung bzw. der Größe der verwendeten Spektrendatenbank. Zudem müssen ausreichend Messwerte bzw. -parameter (Einfallswinkel, Wellenlänge, Polarisation usw.) vorliegen, damit der Spektrenvergleich wirklich auf eindeutig ausfällt.
Die CD-Bestimmung über Rasterkraftmikroskopie ist eine sehr langsame und aufwändige Methode, die eher als experimentell anzusehen oder für Einzelmessung vorgesehen ist. Hierbei wird einen speziell geformte Spitze entlang der Strukturwand und des Strukturbodens geführt. Auf diese Weise erhält man ein dreidimensionales Profil der Struktur und kann die CD-Werte berechnen. Mit einer sogenannten boot tip ist es möglich auch hinterschnittene Strukturprofile zu vermessen.

## Typische Messstrukturen
In der Produktionskontrolle erfolgt die CD-Messung in der Regel in speziellen Teststrukturen zur Prozesseinstellung, sogenannten tuning forks, das heißt eine gabelförmige Struktur zur Prozessabstimmung. Sie bestehen aus dichten, halbdichten und isolierten Gräben bzw. Linien, beispielsweise in bzw. aus Fotolack. Die unterschiedlichen Strukturdichten sind wichtig, da sie direkten Einfluss auf den Belichtungsprozess haben.
Die Strukturen sind in der Regel in X- oder Y-Richtung auf dem Substrat parallel zu den Ritzrahmen orientiert.
Ähnliche Strukturen bestehend aus dichten, halbdichten und isolierten Lochstrukturen existieren auch für Via-Ebenen. Diese Teststrukturen befinden sich in der Regel im Ritzrahmen der Dies. Darüber hinaus gibt es aber auch (meist verkleinerte) Teststrukturen im Bereich des Chips selbst. Zudem werden einige kritische Parameter auch direkt an den Schaltkreisstrukturen gemessen, beispielsweise bei SRAM-Blöcken, die Gate-Struktur oder Abstände bei der Mehrfachstrukturierung.

## Bedeutung und Einsatz
In der industriellen Produktion erfolgt die Messung und Auswertung der CD-Werte hauptsächlich im Bereich der Fotolithografie und Ätzen von Strukturen. Dabei fließen heutzutage die gemessenen Werte direkt in die Prozesskontrolle nachfolgender Lose desselben Prozessschritts. Neben dem absoluten Wert der CD ist bei der Produktion auch die statistische Verteilung für die Funktion eines Schaltkreises wichtig. So beeinflusst beispielsweise der CD-Wert der Gateelektrode direkt die elektrischen Eigenschaften des Transistors, beispielsweise kann ein Transistor mit kürzerer Gatelänge schneller schalten. Um die elektrische Funktion des gesamten Schaltkreises sicherzustellen, sollte der CD-Wert daher im Mittel den Zielwert aus dem Design entsprechen (Einhaltung von Verlustströmen usw.) und möglichst gering um diesen Wert streuen, da ansonsten die Transistoren unterschiedlich schnell schalten und Laufzeitprobleme untereinander oder mit dem Taktsignal auftreten.
Die CD-Messung erfolgt aber nicht nur bei der Herstellung von integrierten Schaltkreisen und Mikrosystemen, sondern auch bereits bei der Herstellung der dafür benötigten Fotomasken, die mit ähnlichen Verfahren hergestellt werden.
In der Fotolithografie wird die entwickelte Fotolackstruktur gemessen. In der Produktionskontrolle sind dies die genannten Strukturen aus dichten, halbdichten und isolierten Gräben bzw. Linien (im FEoL und den Leiterbahnebenen) und Löchern (die späteren Vias zwischen den Leiterbahnebenen). Durch die Messung unterschiedlich dichter Strukturen werden Arbeitspunkte für die Belichtung bestimmt und überwacht, denn in der heutigen Fotolithografie im Unterwellenlängenbereich fällt der CD-Wert für dichte und isolierte Strukturen bei gleicher Dosis und Fokus meist unterschiedlich aus. Diese Verschiebung sollte bei der Produktion möglichst minimiert werden.
Darüber hinaus gibt es spezielle CD-Messungen zur Bewertung und Prozesseinstellung beispielsweise von durch OPC verursachten Herstellungsschwachpunkten. Die CD-Messung von Fotolackstrukturen eignet sich, da Fokus und Belichtungsdosis, zwei der wesentlichen Prozesseinflüsse bei der Fotolithografie, die Gestalt und Größe der Strukturen prägen und somit direkten Einfluss auf den CD-Wert haben. Gemessen wird in der Regel in einem Mittelbereich der Fotolackober- und -unterseite, da die Flankenwinkel der Fotolackstrukturen in den meisten Fällen sehr steil sind und daher keiner gesonderten Bewertung in der Produktion bedürfen.
Beim Ätzen von Strukturen, beispielsweise Kontaktlöcher, dienen in der Regel strukturierte Fotolackschichten als Maskierung für die Ätzung einer darunterliegenden Schicht. Die interessanten Parameter in diesem Bereich sind in der Regel der CD-Wert an der Ober- und an der Unterseite der Struktur. Wichtig sind diese Werte unter anderem für die Einschätzung des Flankenwinkels, wichtig für eine anschließende Herstellung eine leitfähigen metallischen Keimschicht für eine nachfolgende elektrochemische Abscheidung der Leiterbahnen, und allgemein der Kontaktlochgröße am Lochboden. Des Weiteren ist in allen Bereichen die Uniformität der CD-Werte über das gesamte Substrat, das heißt von der Wafermitte bis -rand, ein wichtiger Kontrollwert, um auch in allen Bereichen gleiche elektrische Eigenschaften der integrierten Schaltkreise zu ermöglichen.